# Don Getty
Donald „Don“ Ross Getty, OC, AOE (* 30. August 1933 in Westmount, Québec; † 26. Februar 2016) war ein kanadischer Canadian-Football-Spieler, Unternehmer und Politiker. In den 1950er Jahren spielte er in der Canadian Football League und wurde mit den Edmonton Eskimos zweimal Meister. Vom 1. November 1985 bis 13. Dezember 1992 war er Premierminister der Provinz Alberta und Vorsitzender der Progressive Conservative Association of Alberta.

## Studium, Sport und Beruf

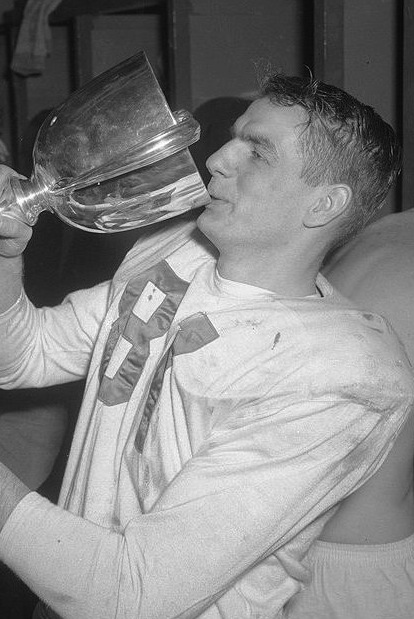
Getty nach dem Gewinn des Grey Cup 1956

Getty wuchs in Montreal, Ottawa, Toronto und London (Ontario) auf. In London war er Kapitän der Basketball- und Football-Schülermannschaften sowie Vorsitzender des Schülerrats. An der University of Western Ontario absolvierte er ein Wirtschaftsstudium und führte die Mustangs, den Sportverein der Universität, zu zwei Football- und vier Basketball-Meistertiteln der Provinz Ontario (1952–53 bzw. 1952–55). Getty schloss sein Studium 1955 ab und erhielt einen Bachelor of Arts in Unternehmensführung. Im selben Jahr heiratete er Margaret Mitchell. Sie bekamen vier Söhne.
Nach seinem Studienabschluss spielte Getty als Halbprofi für die Edmonton Eskimos in der Canadian Football League und zählte zu den besten Quarterbacks des Landes. 1955 und 1956 gewann seine Mannschaft den Meistertitel, den Grey Cup. 1960 verloren die Eskimos das Endspiel.
Neben der sportlichen widmete er sich auch seiner beruflichen Karriere. Ab 1955 arbeitete er für Imperial Oil, ab 1961 im Management von Midwestern Industrial Gas. 1964 gründete er das Unternehmen Baldonnel Oil and Gas, 1967 wurde er Partner des Investmentunternehmens Doherty, Roadhouse and McCuaig.

## Provinzpolitik
Getty trat 1965 auf Wunsch von Peter Lougheed der Progressive Conservative Association of Alberta bei. Im Mai 1967 wurde er bei den Wahlen zur Legislativversammlung von Alberta zum Abgeordneten des Wahlkreises Strathcona West gewählt. Nach dem Wahlsieg der Progressiv-Konservativen im August 1971 ernannte ihn Getty zum Minister für Außenbeziehungen, damit war er für Kontakte zu anderen Provinzregierungen und zur Bundesregierung zuständig. Ab April 1975 war er Energieminister.
Um mehr Zeit für die Familie zu haben, trat Getty im März 1979 nicht zur Wiederwahl an. Er gründete eine Investmentgesellschaft und saß in den Verwaltungsräten mehrerer Unternehmen, unter anderem der Royal Bank of Canada. Als Lougheed seinen baldigen Rücktritt bekanntgab, entschloss sich Getty zur Rückkehr zur Politik. Er wurde zum Parteivorsitzenden gewählt und am 1. November 1985 von Vizegouverneurin Helen Hunley zum neuen Premierminister ernannt. Sechs Wochen später gewann er eine Nachwahl im Wahlkreis Edmonton Whitemud.

## Premierminister
Sinkende Erdölpreise beeinträchtigten die wirtschaftliche Entwicklung der Provinz und die Regierung schien die Ausgaben nicht mehr im Griff zu haben. Während Gettys erster Amtszeit fanden in Calgary die Olympischen Winterspiele 1988 statt. Seine Partei gewann zwar bei den Wahlen im März 1989 erneut, jedoch mit einer deutlich reduzierten Mehrheit. Getty selbst wurde in seinem Wahlkreis völlig überraschend abgewählt. Brian C. Downey, der Abgeordnete des als sicher geltenden Wahlkreises Stettler, trat daraufhin zurück. Getty konnte sechs Wochen später die Nachwahl gewinnen und wieder ins Parlament einziehen.
Gettys Regierung versuchte, die Wirtschaft wieder in Schwung zu bringen, indem sie die Löhne der Staatsangestellten einfror und Dienstleistungen abbaute. Er versuchte von den Problemen in Alberta abzulenken, indem er vehement für eine Reform des Senats eintrat. Getty ordnete 1989 die erste Wahl eines „Senators auf Abruf“ an, um seiner Forderung nach direkt gewählten Senatoren Nachdruck zu verleihen. Diese Wahlen sind jedoch nicht bindend, und bisher sandte der Generalgouverneur erst einen von ihnen tatsächlich in den Senat. Am 13. Dezember 1992 trat Getty endgültig zurück, sein Nachfolger als Premierminister wurde Ralph Klein.